# Фрустрація
Фрустра́ція (від лат. frustratio — омана, марне очікування) — психічний стан людини, що виражається в характерних переживаннях і поведінці, викликаних об'єктивно непереборними (або суб'єктивно сприйманими як непереборні) труднощами на шляху до досягнення мети, розбіжності реальності з очікуваннями.

## Загальний опис
Фрустрація — це своєрідний емоційний стан, характерною ознакою якого є дезорганізація свідомості й діяльності в стані безнадійності, втрати перспективи. М. Д. Левітов називає такі різновиди фрустрації, як агресивність, діяльність за інерцією, депресивні стани, характерними для яких є сум, невпевненість, безсилля, відчай. Фрустрація виникає у результаті конфліктів особистості з іншими, особливо в колективі, в якому людина не дістає підтримки, співчутливого ставлення. Негативна соціальна оцінка людини, яка зачіпає її особистісно — її значущі стосунки, загрожує престижу, людській гідності, — спричиняє стан фрустрації.
Найпомітнішими проявами поведінки людини в стані фрустрації також є апатія, агресія, регресія (поведінка, яка наближена до заохочення мінімальних людських потреб) та стереотипів (порушення власної працездатності і наслідування чиїхось дій).

## Симптоми
Фрустраційна поведінка знаходить свій вияв тоді, коли поставлена людиною мета залишається незадоволеною. Це почуття перестає бути стабільним і переходить певний «поріг терпимості». Інші негативні почуття захоплюють свідомість людини і дезорганізовують її. Разом з розчаруванням фрустрація є свідченням нездійсненого вчинку, який мав втілитися у реальність. Проте на відміну від розчарування, фрустраційна поведінка не пригнічує людину до стану безсилля. Вона дозволяє і далі боротися за конкретну ідею чи поставлену мету.
Фрустрацію характеризують за її силою впливу, яка напряму залежить від того, наскільки важливий поставлений результат і як близько людина знаходиться від нього.

## Наслідки
Сильна за ступенем фрустрація сприяє порушенню діяльності людини, зникає її результативність.
Чинники цього стану призводять і до виникнення агресії, як наслідку емоційного виснаження. Цей стан може спрямовуватися на всіх навколишніх осіб і зокрема й на себе.
Депресія може стати ще одним наслідком фрустрації за умови, що направленій на конкретну мету поведінці людини починають перешкоджати різні зовнішні чинники. Фрустратори також можуть привести людину від одної дії до іншої, яка здається їй легшою або доступнішою, але насправді не є такою. Така зміна діяльності стає приводом до втрати наполегливості та цілеспрямованості.
Одним з найгірших наслідків впливу фрустрації на людину є зміна її характеру. Змінюються орієнтири та поставлені цілі.